# Reinu (Tabivere)
Reinu – wieś w Estonii, w prowincji Jõgeva, w gminie Tabivere.